# Suuremõisa (Hiiumaa)
Koordinaten: 58° 52′ N, 22° 57′ O
Suuremõisa (schwedisch Storhovet, deutsch Großenhof) ist ein Dorf (estnisch küla) in der Landgemeinde Hiiumaa (bis 2017: Landgemeinde Pühalepa).

## Beschreibung und Geschichte
Der Ort liegt auf der zweitgrößten estnischen Insel Hiiumaa (deutsch Dagö) an der strategischen Straßenkreuzung zwischen Heltermaa, Kärdla und Käina.
Mit 187 Einwohnern ist Suuremõisa das größte Dorf der Landgemeinde. Die Fläche beträgt 8,1 km².
Der Ortsname Großenhof wurde erstmals 1633 urkundlich erwähnt. Die Siedlung entstand aus dem Dorf Suur-Hallikakülla. Die evangelisch-lutherische Kirche befand sich im nahegelegenen Dorf Pühalepa, das orthodoxe Gotteshaus im Dorf Kuri.

## Gut von Suuremõisa

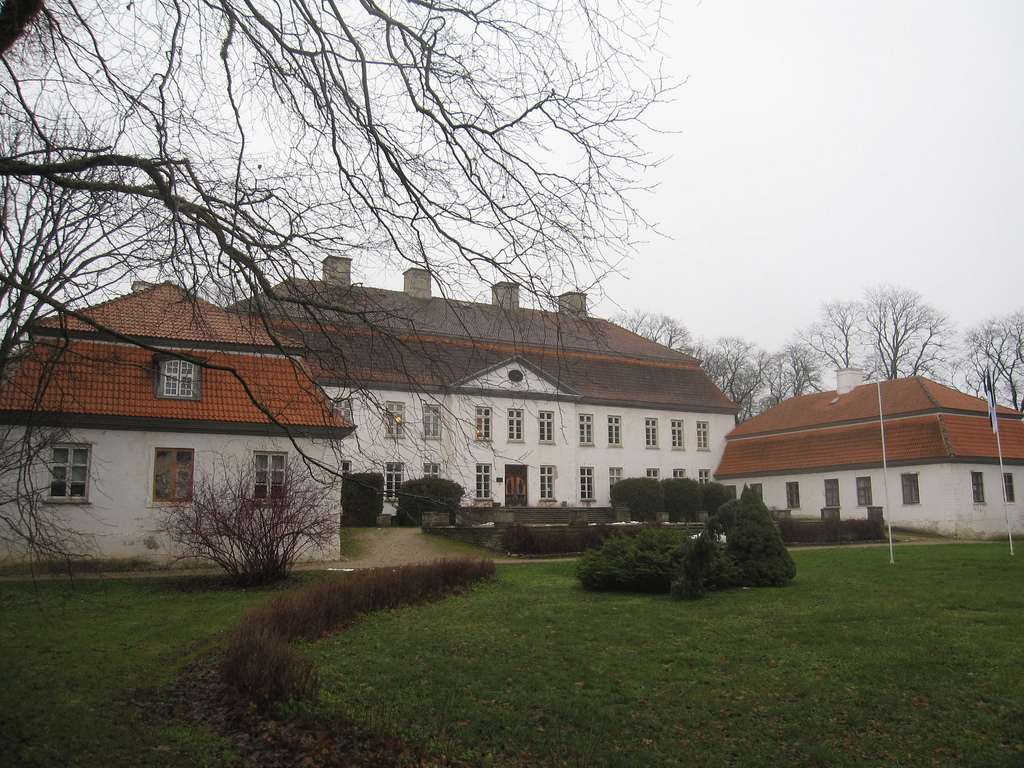
Gutshof von Suuremõisa

Im 16. Jahrhundert wurde der Ort Sitz des Hauptgutes der Insel Hiiumaa. Es unterhielt zahlreiche Beigüter und war für mehrere Jahrhunderte bis zum Aufstieg der Inselhauptstadt Kärdla das wirtschaftliche Zentrums Hiiumaas.
Das 1760 fertiggestellte schlossartige Herrenhaus ist eines der prächtigsten Barockgebäude in ganz Estland.
Um das Herrenhaus befindet sich ein Park, der mit einer Fläche von 45 Hektar der größte auf der Insel Hiiumaa ist. Er steht unter Naturschutz.

## Persönlichkeiten
Berühmteste Tochter des Dorfes war die sowjet-estnische Politikerin Meta Vannas (1924–2002), die in Suuremõisa geboren wurde. Die Trägerin des Leninordens war von 1969 bis 1975 Ministerin in der Estnischen SSR und bekleidete danach bis 1985 hohe Posten im Obersten Sowjet der Estnischen SSR.